# 高鳳路
高鳳路（Gaofeng Rd.）為高雄市小港區及鳳山區的南北向道路，南起於高松路口銜接營口路，北止於過埤路口，共分為兩段，過埤路51巷為分段點。是往來小港市區及鳳山過埤地區的重要道路。

## 行經行政區域
- 小港區
- 鳳山區

## 沿線設施
（由南至北）
- 高鳳路：
  - 中華郵政高雄高松郵局
  - 7-ELEVEN松興門市
  - 統一精工加油站小港站
  - 台灣中油新厝鴻翔站
  - 7-ELEVEN孔鳳門市
  - 高雄市立明義國中
- 高鳳一路：
  - 萊爾富鳳山鳳頂店
  - 萊爾富鳳山高鳳店

## 公共自行車
- 高雄市公共自行車租賃系統：
  - 明義國中(高鳳路)：高鳳路/中安路口西南側

## 相關連結
- 高雄市主要道路列表